# Monumento a Mosè Bianchi
Il monumento a Mosè Bianchi è una statua in bronzo del pittore Mosè Bianchi che sorge in piazza San Pietro Martire a Monza.

## Storia
La realizzazione del monumento fu commissionata allo scultore Luigi Secchi, amico del pittore, che tuttavia ne realizzò solo un modello.
Dopo la sua morte, nel 1921, grazie ad una sottoscrizione pubblica, la statua venne poi realizzata dal suo allievo, Piero Da Verona. Il monumento fu inaugurato il 4 aprile 1927.